# Kleineutersdorf
Kleineutersdorf est une commune allemande de l'arrondissement de Saale-Holzland, Land de Thuringe.

## Géographie
Kleineutersdorf se situe le long de la Saale.
|                | Kahla           |             |
| Großeutersdorf | Kleineutersdorf | Lindig      |
| Freienorla     |                 | Hummelshain |

## Histoire
Kleineutersdorf est mentionné pour la première fois en 1349 sous le nom de Windischen-Eudisdorf, ce qui voudrait dire que le village est d'origine sorabe.

## Source de la traduction
- (de) Cet article est partiellement ou en totalité issu de l’article de Wikipédia en allemand intitulé « Kleineutersdorf » (voir la liste des auteurs).